# Jürg Neuenschwander (Filmregisseur)

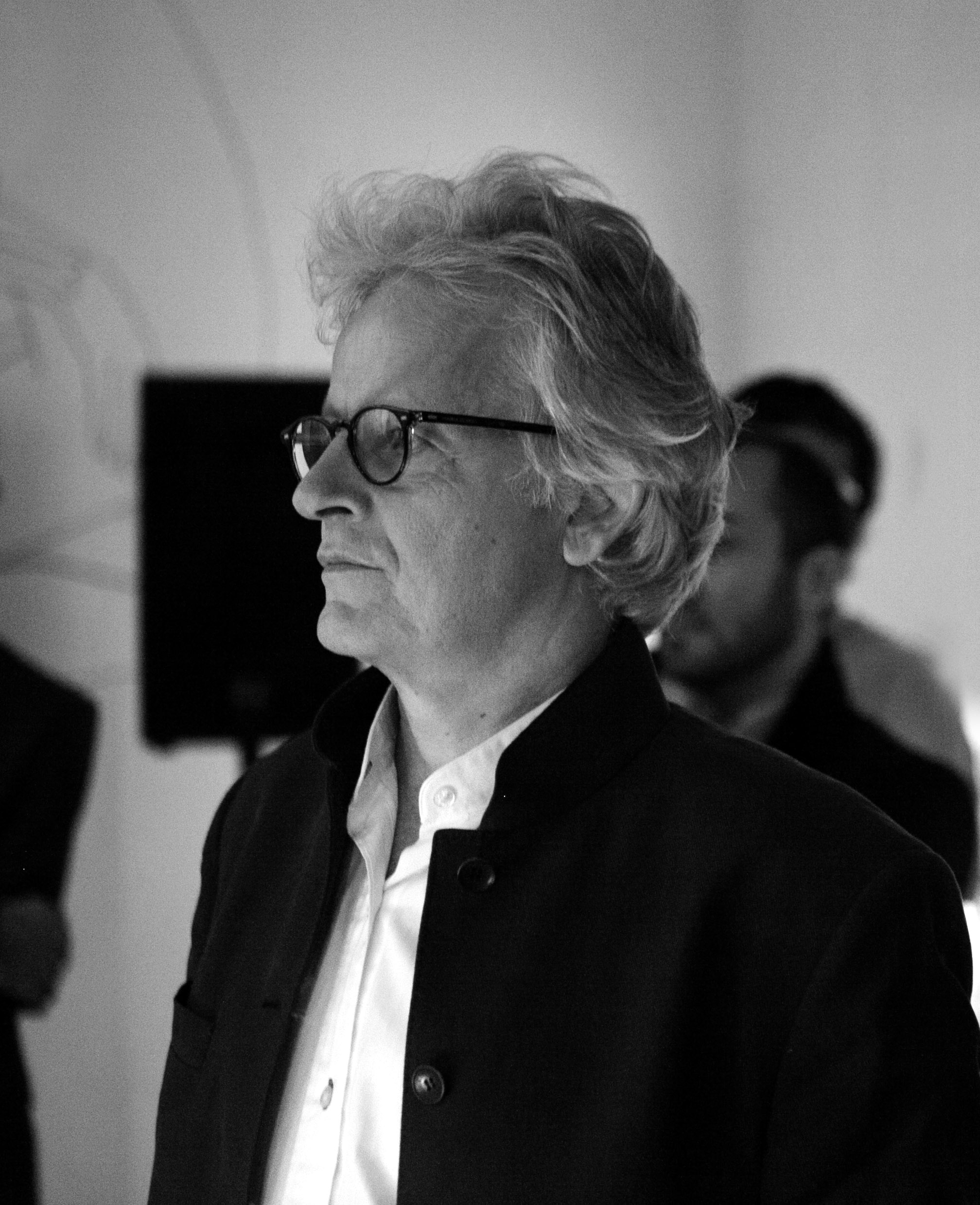
Jürg Neuenschwander

Jürg Neuenschwander (* 1953 in Signau, Kanton Bern) ist ein Schweizer Filmregisseur und Filmproduzent.
Bekannt geworden ist er mit Filmen wie früher oder später, Kräuter und Kräfte und Q Begegnungen auf der Milchstrasse.

## Leben
Seit den frühen siebziger Jahren arbeitet Neuenschwander mit Video und Film. 1978 war er Gründungsmitglied der Genossenschaft Container TV, heute Container TV, AG für Film- und Fernsehproduktion. 1979 bis 1981 entwickelte und leitete er ein umfangreiches Community-TV-Projekt im Berner Tscharnergut-Quartier. Seit 1984 ist Neuenschwander Autor zahlreicher Kino-, Fernseh- und Kurzfilme in Bangladesh, Nepal, Mali, Burkina Faso, Bolivien, China (Tibet), den USA und der Schweiz. Weiter war er 1999 bis 2008 tätig bei der Gründung und dem Aufbau des MediaLab, Hochschule der Künste Bern. Ab 1985 übernahm er Lehraufträge u. a. am MAZ – der Schweizer Journalistenschule, an der Schule für Gestaltung Bern und an der Akademie der Bildenden Künste München. Neben der Hochschule der Künste Bern (1999–2016) lehrte Neuenschwander seit 2009 auch als Gast-Professor am College of Design and Innovation und der Tongji-Universität Shanghai (2009–2016).
1987 bis 1995 war er Mitglied der Filmkommission des Kantons Bern und 2005 bis 2008 Mitglied des Fachausschusses «non-fiction» der Zürcher Filmstiftung.
Anfang 2016 wurde Neuenschwander im Rahmen des Shanghaier «Recruitment Program of Global Experts» (上海千人计划) als «Overseas High-Livel Talent» National Chair Professor ans College for Arts & Media 艺术于传媒学院 an die Tongji-Universität in Shanghai berufen. Jürg Neuenschwander ist Inhaber und CEO der Firma Container TV, AG für Film- und Fernsehproduktion.

## Filmografie (Auswahl)
Kino-Dokumentarfilme
- gleich und anders (2011–2016)[1]
- Das chinesische Rezept: mutig und klug (2012–2016)[2]
- früher oder später (2000–2003)[3]
- Q Begegnungen auf der Milchstrasse (1998–2000)
- Kräuter & Kräfte (1994–1995)
- Shigatse (1989–1990)
- My mother is in Sri Lanka (1984–1985), Co-Regie mit Remo Legnazzi

Fernsehen, Kurzfilme
- Die Angst hat 1000 Augen (2011, Produzent)
- Boggsen (2011)[4]
- Der rechtschaffene Richter BAO (2011)
- Kuppel über Bern (2006–09)
- Unter Orang-Utans (2008)
- Wound Ballistic (2008)
- Zwischenwelt (2007)
- The Rasheda Trust (2006)
- Amadou’s Friends (2004)
- Freiheitsentzug (1996–1997)
- Hey you! (1998)
- Das Versprechen (1996)
- Simulationszauber (1995–1996)
- Rasheda – keine Zeit für einen Schwatz (1993–1994)
- Konfrontation Aids, 6 Folgen (1991–1993)
- Sehen ist alles (1991)
- Fri-Art NY – Made in Switzerland (1984), zusammen mit Peter Guyer
- Auf dem Berg (1993)
- So Bern – Jugend auf der Strasse (1980), zusammen mit Alex Sutter, u. a.
- Video5 (1978)
- Raum zum Leben – Häuserbesetzung (1975, Fragment)

Kunst-Projekte
- ZONES, interaktive 4-Kanal-Video-Installation (1999–2002)
- Schein, interaktive Video-Installation (1998)
- The Presidents, Fri-Art N.Y., video installation (1984), zusammen mit Peter Guyer
- ColorTV Fri-Art Fribourg, Installation (1982)
- Passagen Multimedia, Installation (1980), Helmhaus Zürich

## Auszeichnungen
- Freiheitsentzug, Cristallo di Locarno (1998) für den Dokumentarfilm
- Q Begegnungen auf der Milchstrasse, Berner Filmpreis für den Dokumentarfilm (2002)
- früher oder später wurde nominiert für den International Documentary Award Pare Lorentz 2003, Los Angeles